# Hohentannen
Hohentannen is een gemeente en plaats in het Zwitserse kanton Thurgau, en maakt deel uit van het district Weinfelden.
Hohentannen telt 599 inwoners.

## Geschiedenis
Tot eind 2010 behoorde de gemeente tot het opgeheven district Bischofszell.